# Napaeus pygmaeus
Napaeus pygmaeus é uma espécie de gastrópode da família Enidae.
É endémica de Espanha.